# XBIZ Award for Best Actress - Couples - Themed Release
L'XBIZ Award for Best Actress - Couples - Themed Release è un premio pornografico assegnato all'attrice votato come migliore in una scena caratteristica a coppia dalla XBIZ, l'ente che assegna gli XBIZ Awards, uno dei maggiori premi del settore.
Come per gli altri premi, viene assegnato nel corso di una cerimonia che si svolge a Los Angeles, solitamente nel mese di gennaio, solo tra il 2013 e il 2019.

## Vincitrici

### Anni 2010
| Anno | Vincitrice     | Titolo                           |
| ---- | -------------- | -------------------------------- |
| 2013 | Remy LaCroix   | Torn                             |
| 2014 | Marie McCray   | Truth Be Told                    |
| 2015 | Maddy O'Reilly | The Sexual Liberation of Anna Le |
| 2016 | Keira Nicole   | The Swing Life                   |
| 2017 | Cassidy Klein  | New Beginnings                   |
| 2018 | Asa Akira      | The Blonde Dahlia                |
| 2019 | Mona Wales     | Insomnia                         |